# Kőszegszerdahely
Kőszegszerdahely è un comune dell'Ungheria di 490 abitanti (dati 2001). È situato nella contea di Vas.